# Odontosoria tenuifolia
Odontosoria tenuifolia är en ormbunkeart som först beskrevs av Jean-Baptiste Lamarck, och fick sitt nu gällande namn av John Smith. Odontosoria tenuifolia ingår i släktet Odontosoria och familjen Lindsaeaceae. Inga underarter finns listade.